# Irene Dailey
Irene Dailey (Nueva York, Nueva York, 12 de septiembre de 1920-Santa Rosa, California, 24 de septiembre de 2008) fue una actriz estadounidense.

## Primeros años
Dailey era hija de Daniel James Dailey y Helen Theresa Ryan. Tenía una hermana y dos hermanos, uno de los cuales era el actor Dan Dailey. Comenzó a aparecer en vodevil a los 8 años y actuó en producciones de verano en su adolescencia. Fue alumna de Herbert Berghof y Uta Hagen.

## Carrera
A los 42 años, Dailey ya había participado en aproximadamente una docena de obras de Broadway, ninguna de las cuales tuvo éxito. Durante 17 de sus primeros 23 años como actriz trabajó como camarera para mantenerse. Durante otros cinco años abrió una tienda en el East Side de Nueva York, donde fabricaba y vendía pantallas para lámparas. También se sometió a psicoanálisis para ayudarla a lidiar con sus problemas.
En 1965, Dailey enseñó y fue directora de la Escuela de la Compañía de Actores de Nueva York.
Dailey recibió el premio Drama Desk Award en 1966 por su trabajo en Rooms, e interpretó a Nettie Cleary en la producción original de Broadway del drama ganador del premio Tony, The Subject Was Roses (1964). Otros créditos en Broadway incluyen Idiot's Delight, The Good Woman of Szechwan y You Know I Can't Hear You When the Water's Running.
En 1969, Dailey se unió al elenco de la serie de larga duración de la CBS The Edge of Night como Pamela Stewart, la vengativa esposa del exmarido de Nicole Drake, Duane, que apuñaló a Stephanie Martin hasta la muerte. En 1971 ganó el premio Sarah Siddons por su trabajo en el teatro de Chicago. Dailey más tarde se unió al elenco de Another World en 1974 como la cuarta actriz en interpretar el papel de la matriarca de la familia Liz Matthews. Si bien otros miembros de la familia Matthews fueron descartados a principios de la década de 1980, siguió siendo un personaje importante en el programa hasta el verano de 1986, regresando en noviembre de 1987 sin contrato, apareciendo de manera destacada en los programas del 25.º y 30.º aniversario del programa, y haciendo su última aparición en mayo de 1994.
Su trabajo en Another World fue reconocido con un Premio Daytime Emmy a la Mejor Actriz en 1979; dos de sus compañeras nominadas fueron las coprotagonistas de AW Victoria Wyndham y Beverlee McKinsey. Después de su última aparición en 1994, apareció en Broadway en una reposición de la obra de Strindberg The Father, recibiendo excelentes críticas por su actuación como la enfermera de Frank Langella. Sus créditos cinematográficos incluyen No Way to Treat a Lady (1968), Five Easy Pieces (1970) y The Amityville Horror (1979).

## Vida personal
Dailey se describía a sí misma como «demócrata de toda la vida» y católica devota. Nunca se casó ni tuvo hijos.
Afectada por un cáncer colorrectal, murió el 24 de septiembre de 2008 en Santa Rosa, California, a los 88 años de edad.

## Filmografía

### Cine
| Año  | Título                 | Director         | Papel               | Nota   |
| ---- | ---------------------- | ---------------- | ------------------- | ------ |
| 1968 | Daring Game            | László Benedek   | Sra. Carlyle        | [ 8 ]  |
| 1968 | No Way to Treat a Lady | Jack Smight      | Sra. Fitts          | [ 9 ]  |
| 1970 | Five Easy Pieces       | Bob Rafelson     | Samia Glavia        | [ 10 ] |
| 1971 | The Grissom Gang       | Robert Aldrich   | Gladys 'Ma' Grissom | [ 11 ] |
| 1979 | The Amityville Horror  | Stuart Rosenberg | Tía Helena          | [ 12 ] |
| 1987 | Stacking               | Martin Rosen     | Sra. McGuire        | [ 13 ] |

### Televisión
| Año       | Título                      | Papel                      | Nota           |
| --------- | --------------------------- | -------------------------- | -------------- |
| 1952      | Inside Detective            |                            | 1 episodio     |
| 1958      | Decoy                       | Millie Baker               | 1 episodio     |
| 1959      | Deadline                    | Elaine Manners             | 1 episodio     |
| 1959-1962 | Naked City                  | Ver listaTía Maud Amy Gary | 2 episodios    |
| 1962      | The Defenders               | Sra. Prinzler              | 1 episodio     |
| 1962      | Sam Benedict                | Amelia Carter              | 1 episodio     |
| 1963      | The Twilight Zone           | Srta. Frank                | 1 episodio     |
| 1963      | Dr. Kildare                 | Sara Anderson              | 1 episodio     |
| 1963      | The Eleventh Hour           | Agatha Miller              | 1 episodio     |
| 1964      | Ben Casey                   | Caroline Bullard           | 1 episodio     |
| 1964      | Brenner                     | Sra. Friedman              | 1 episodio     |
| 1965      | The Nurses                  | Annie Cloyne               | 1 episodio     |
| 1966      | Hawk                        | Hallie Simmons             | 1 episodio     |
| 1968-1970 | NET Playhouse               | Ruth                       | 2 episodios    |
| 1969-1970 | The Edge of Night           | Pamela Stewart             |                |
| 1970      | New York Television Theatre |                            | 1 episodio     |
| 1972      | Jigsaw                      | Sra. Cummings              | Película de TV |
| 1975-1994 | Another World               | Liz Matthews               | 115 episodios  |
| 1987      | American Playhouse          | Sra. McGuire               | 1 episodio     |